# Стайко Горничевски
Стайко Горничевски (на гръцки: Στάικος Γκορνιτσοβίτης, Стайкос Горницовитис) е гръцки революционер от български произход, участник в Гръцката война за независимост.

## Биография
Стайко е роден в леринското село Горничево. При избухването на Гръцкото въстание в 1822 година участва в Негушкото въстание. Възложено му е да отбранява прохода Кирли дервент, където трябва да спре евентуалния преход на войски от Битоля към Негуш. След разгрома на въстанието в Македония заминава за Южна Гърция, където той участва в много сражения.